# Połowce (gmina)
Połowce (rzadziej Płowce) – dawna gmina wiejska istniejąca do 1928 roku w woj. poleskim II Rzeczypospolitej (obecnie na pograniczu Polski i Białorusi). Siedzibą władz gminy były Połowce (38 mieszk. w 1921 roku), obecnie wieś w Polsce.
Początkowo gmina należała do powiatu brzeskiego. 12 grudnia 1920 r. została przyłączona do nowo utworzonego powiatu białowieskiego pod Zarządem Terenów Przyfrontowych i Etapowych. W związku z przyłączeniem powiatu do woj. białostockiego z dniem 19 lutego 1921, gminę przywrócono do powiatu brzeskiego w nowo utworzonym woj. poleskim. Gminę zniesiono 18 kwietnia 1928 roku, a jej obszar włączono do gmin Wierzchowice i Wysokie Litewskie.
Część obszaru dawnej gminy Połowce, składająca się m.in. z miejscowości Klukowicze, Litwinowicze, Siemichocze, Tymianka, Wólka Nurzecka i Wyczółki i Zubacze (obok drobnych skrawków gmin Wysokie Litewskie, Wołczyn, Wierzchowice i Miedna) jest jedynym fragmentem woj. poleskiego, który po 1945 roku pozostał w Polsce (przyłączonym do powiatu bielskiego w woj. białostockim).
W 1921 roku gmina składała się z 36 miejscowości: Anusin, Augustynka, Bereżyszcze, Bobrówka, Chlewiszcze, Dąbrowa, Hola, Jancewicze, Klateczka, Klukowicze-Folwark, Klukowicze-Wieś, Litwinowicze, Łumianka, Łumno-Folwark, Łumno-Wieś, Piszczatka Bogacka, Piszczatka Połowiecka, Połowce, Semichocze, Stawiszcze, Stołpce, Suchodół, Telatycze-Folwark, Telatycze-Wieś, Telatycze-Potoki, Terechy, Tumin-Folwark, Tumin-Wieś, Turowszczyzna-Folwark, Turowszczyzna-Wieś, Tymianka, Wólka Nurzecka, Wólka Terechowska, Wyczółki-Folwark, Wyczółki-Wieś i Zubacze.